# フリッツ・ファン・デン・ベルヘ
フリッツ・ファン・デン・ベルヘ（Frits Van den Berghe、1883年4月3日 - 1939年9月23日）はベルギーの画家である。「印象派」のスタイルや「表現主義」のスタイルの作品を描いた。

## 略歴
ヘントに生まれた。父親はゲント大学の司書であった。1898年から1904年まで、ヘントの王立美術アカデミーで、ジャン・デルヴァンに学んだ。多くの画家が集まっていたシント＝マルテンス＝ラーテムで活動し、初めは印象派のスタイルの作品を描いていたが、アルベール・セルヴァース(Albert Servaes)、ギュスターフ・デ・シュメト(Gustaaf De Smet)、コンスタン・ペルメーク(Constant Permeke)といったベルギーの前衛的な画家たちと知り合い、表現主義的なスタイルの作品を描くようになった 。1907年に結婚し、その年、ヘントの美術アカデミーの教授になった。第一次世界大戦が始まった後、オランダへ避難し、オランダ各地で活動し、1922年にベルギーに戻りオーステンデにデ・シュメトとペルメークと住んだ。さらにド・スメットとAfsneeに移った。
恐慌で絵画が売れなくなった後は社会主義の新聞の挿絵などを描いた。ヘントで死去した。

## 作品

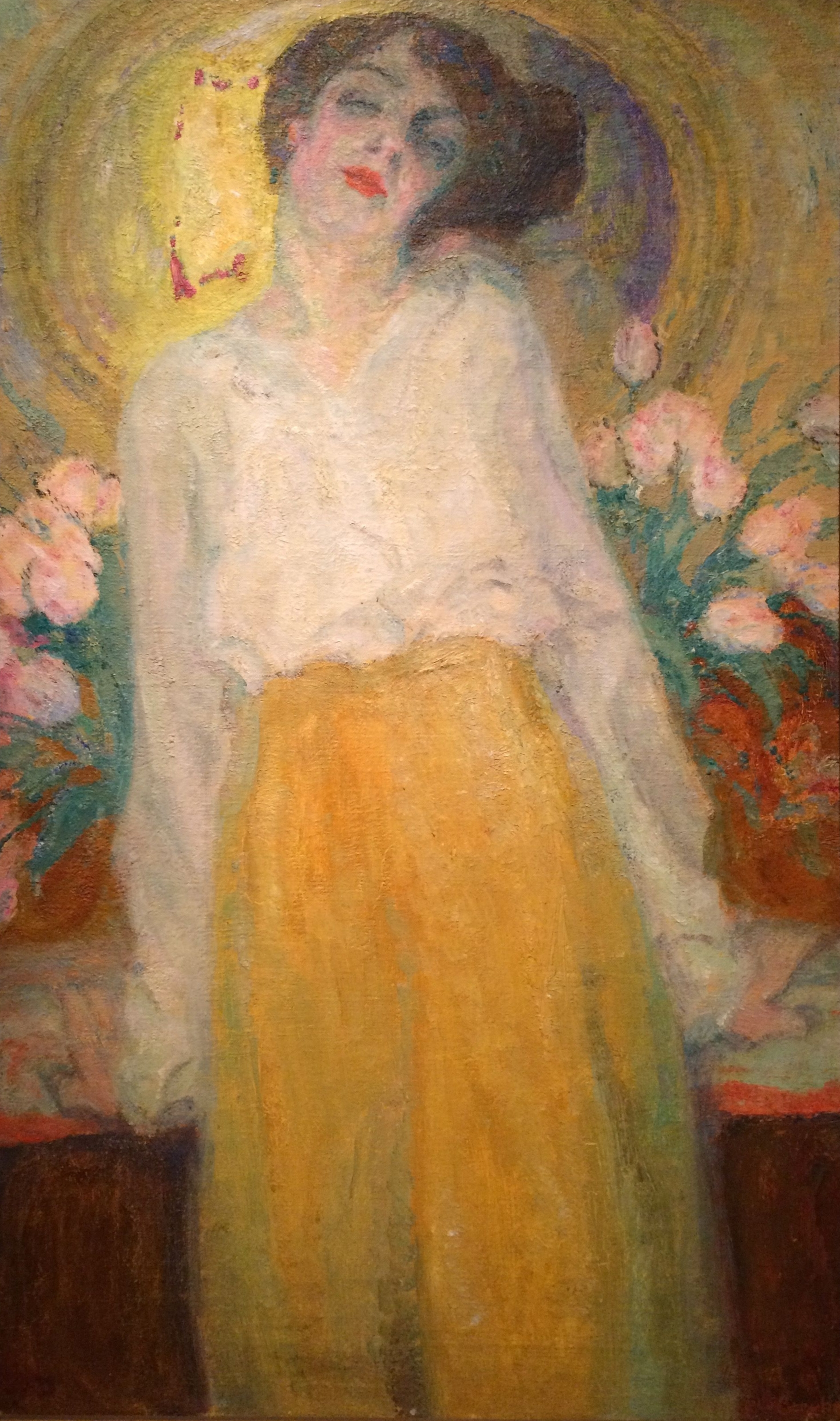
女優Stella van de Wiele (1915)
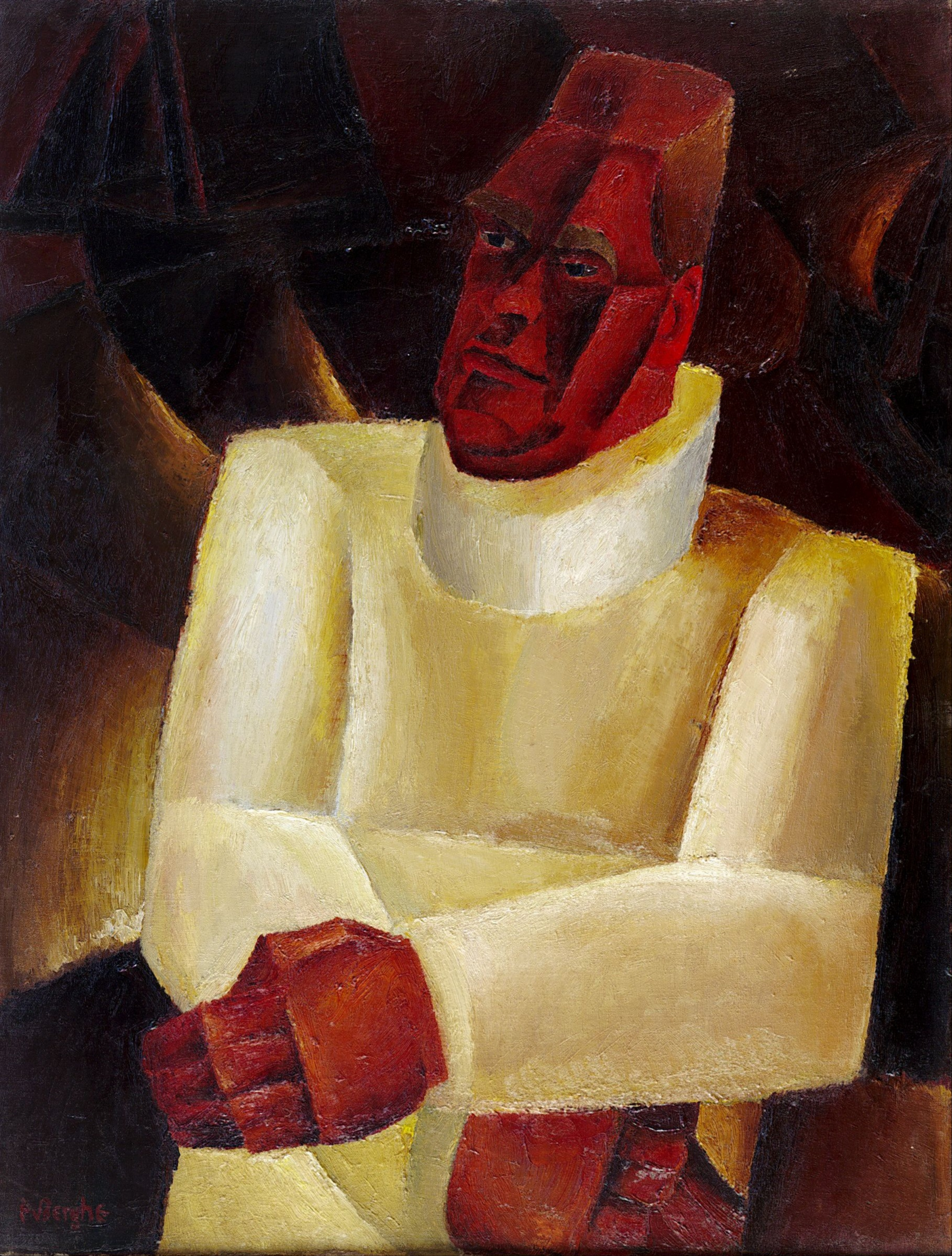
Constant Permeke(彫刻家)の肖像 (c.1923)
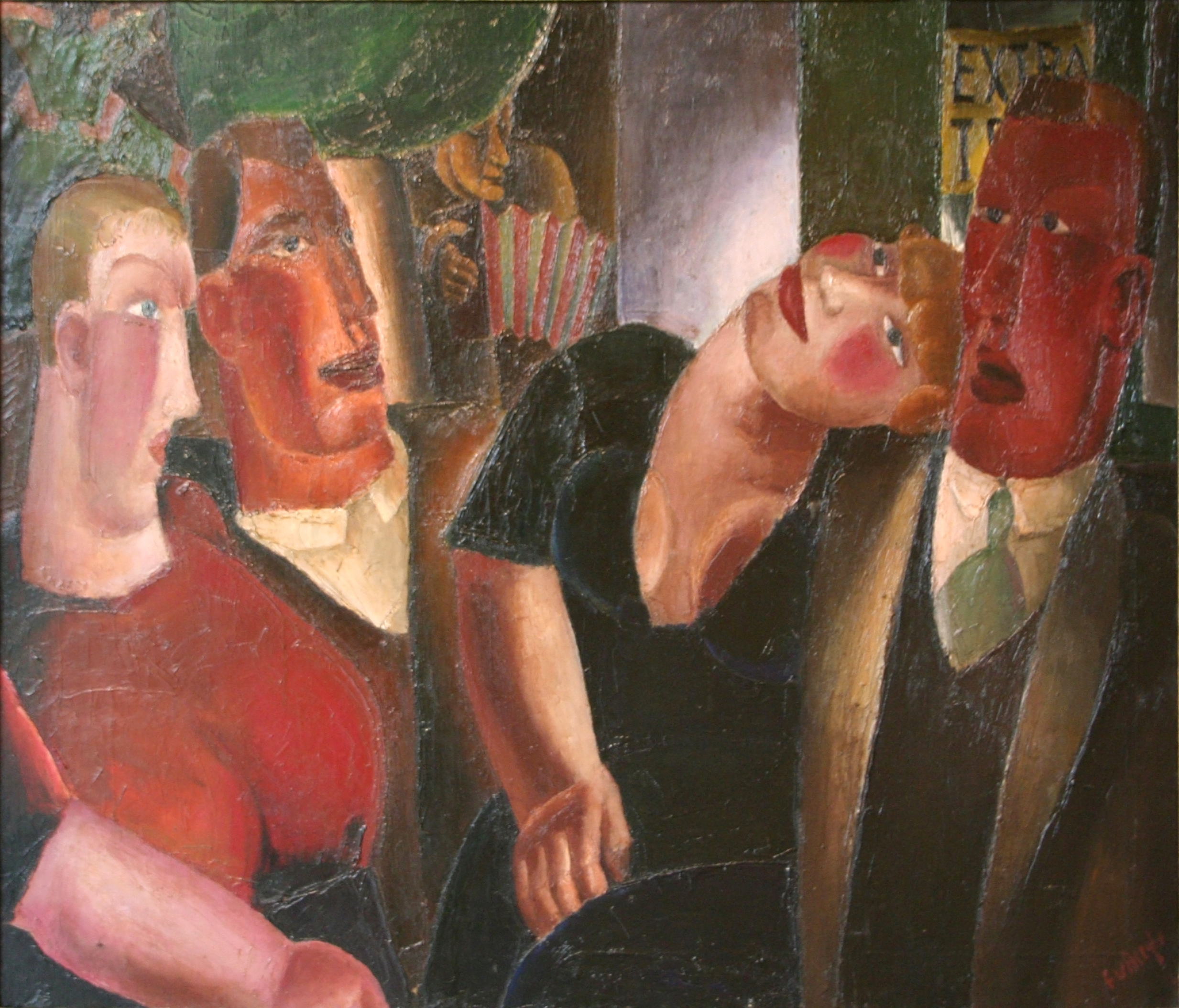
村の恋人たち(1925)
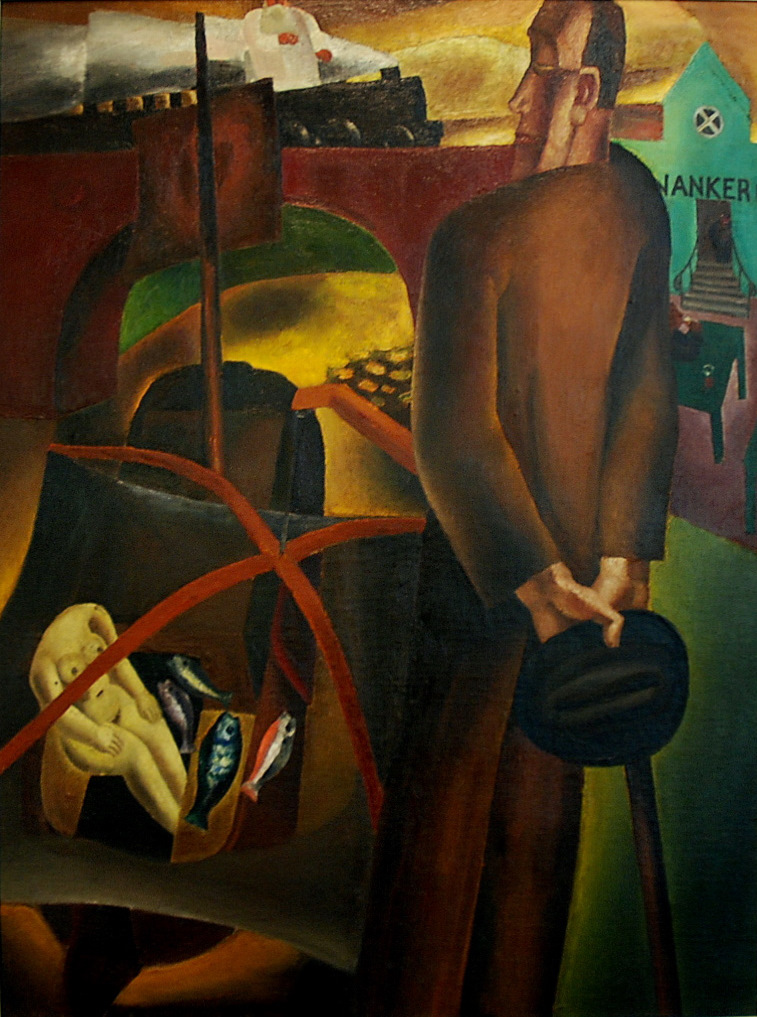
放浪者 (1925)
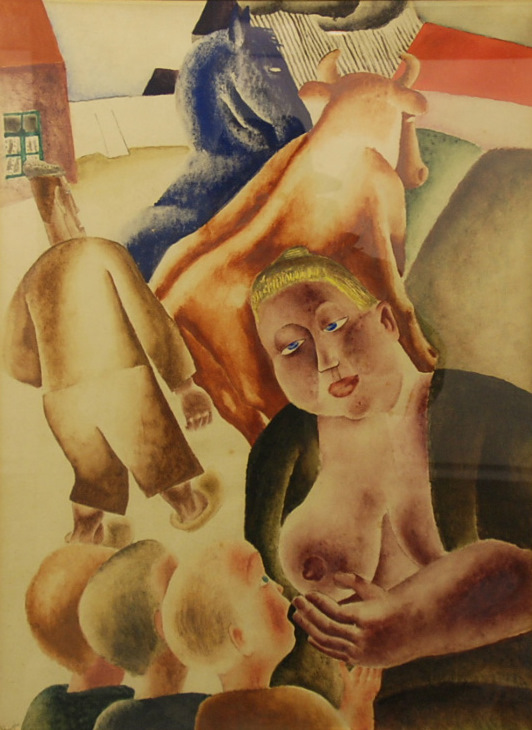
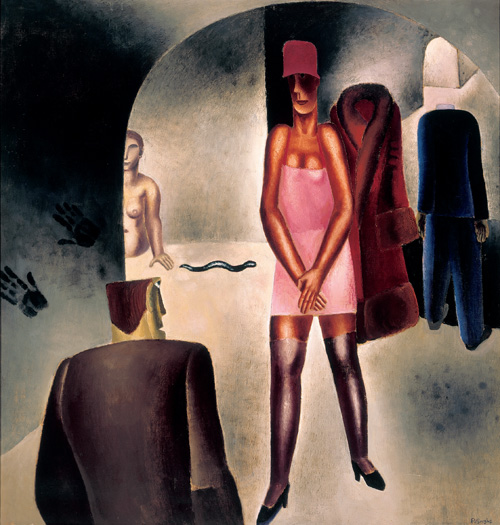
廊下 (1927)
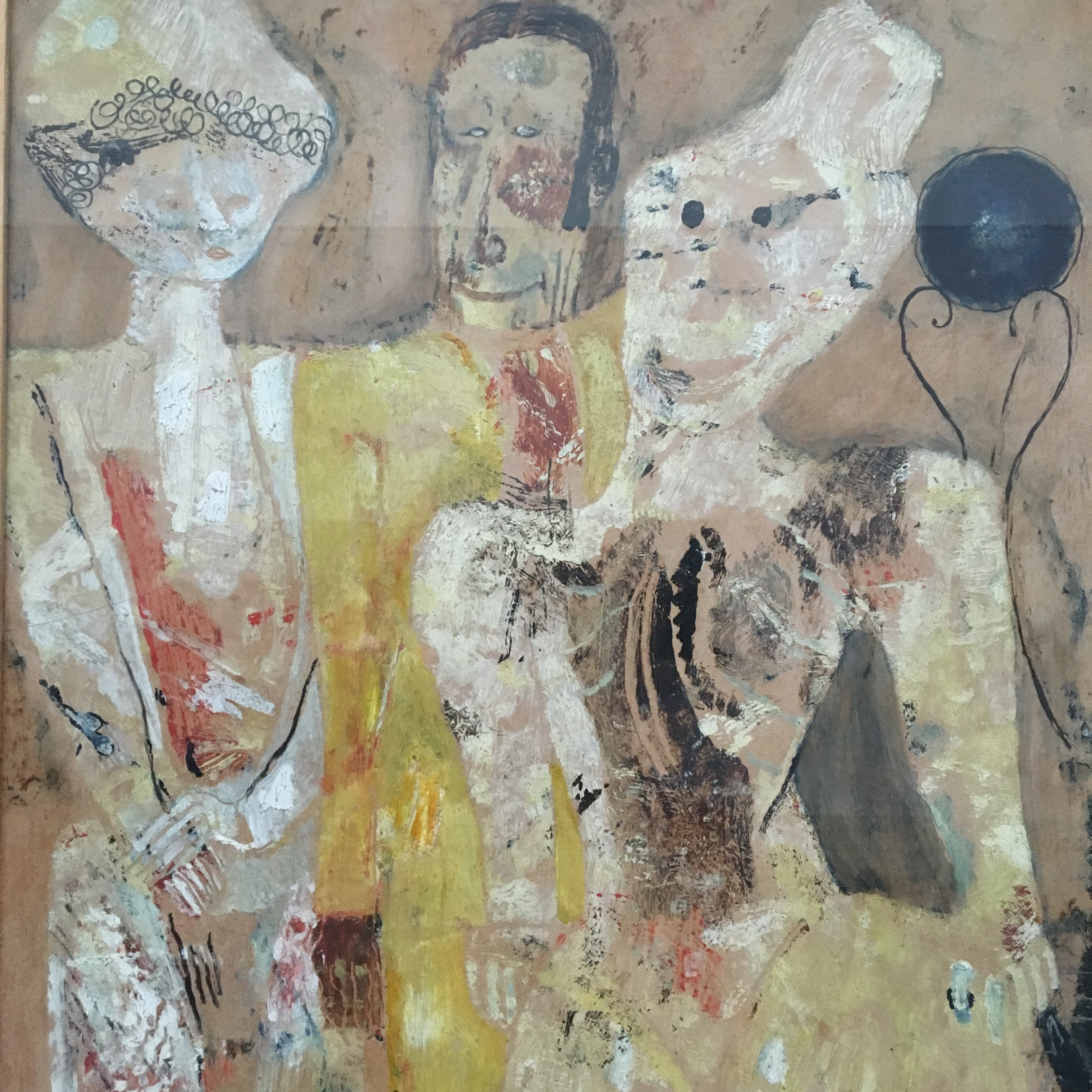
3人の人物(1930)
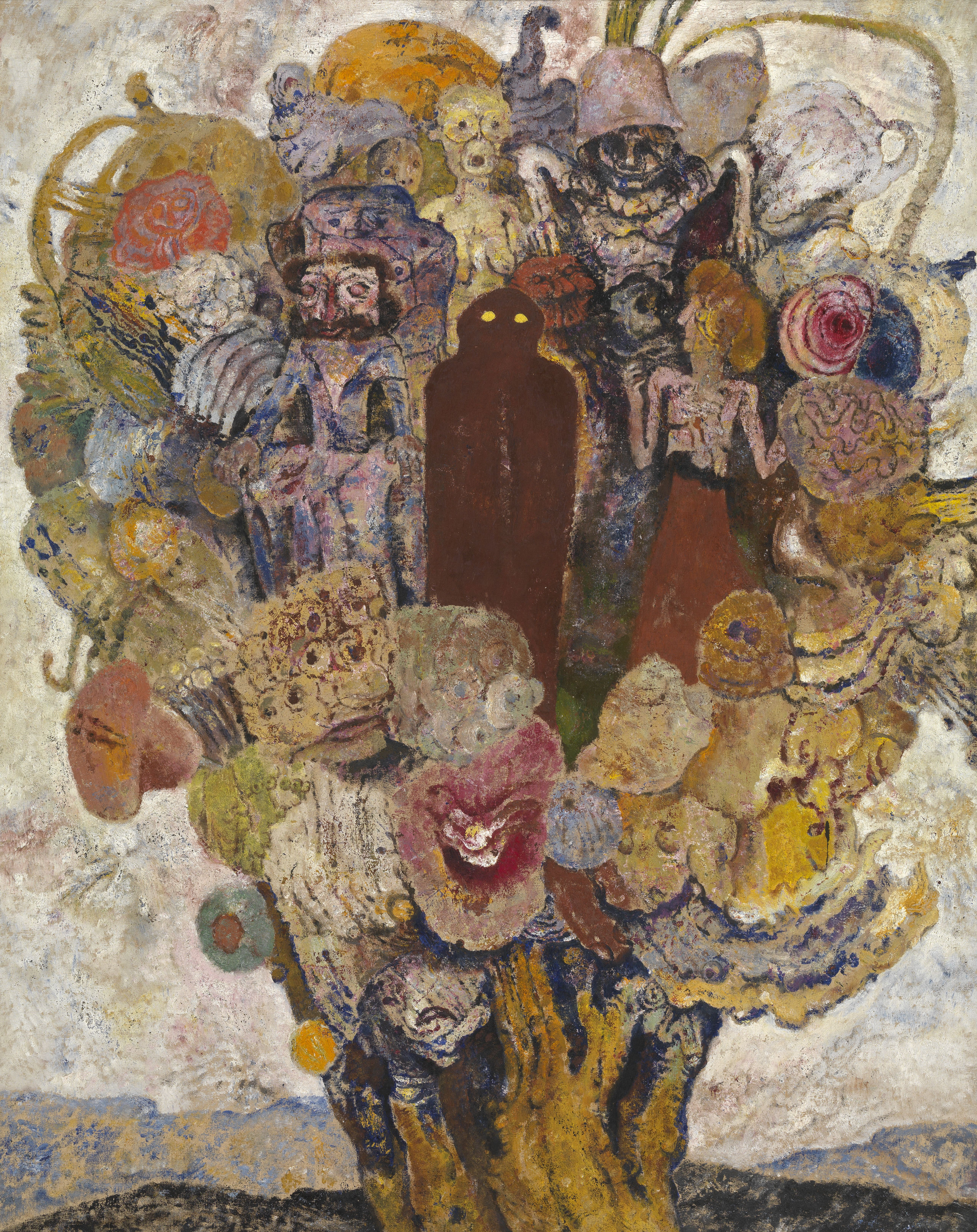

## 関連文献
- Piet Boyens, Patrick Derom, Gilles Marquenie: Frits Van Den Berghe: Catalogue Raisonné, Exhibitions International, 2012 ISBN 90-532-5136-7
- Anne Marie Musschoot, Yves T'Sjoen, Joost De Geest: Frits Van den Berghe en Richard Minne. Stripverhalen 1931–1935, Snoeck-Ducaju & Zoon, 1996 ISBN 90-506-6167-X
- Emile Langui, Frits Van den Berghe 1883–1939. De mens en zijn werk, Mercatorfonds, Antwerp, 1968
- Paul-Gustave Van Hecke, Frits Van den Berghe, Volume 9 of "Monographies de l'art belge: Série 2", De Sikkel, 1950